# Замак са насипом и двориштем
Замак са насипом и двориштем (енгл. Motte-and-bailey castle) представља најранију фазу у развоју замкова у Европи: састојао се од дрвене куле подигнуте на вештачком насипу ограђене палисадом, са једним или више дворишта ограђених шанцем и палисадом. Оваква утврђења у приватном поседу феудалаца, грађена од земље и дрвета радом кметова, појавила су се у западној и средњој Европи током 10. века.

## Карактеристике
Ове тврђаве су биле подизане тако што би се прво ископао шанац дубок преко 3 и широк око 10 метара, а од ископане земље подизано је вештачко узвишење чије су ивице утврђиване кољем. На врху узвишења, унутар палисада, дизала се дрвена кула. Шанци различите дубине ограђени кољем окруживали су једно или два парчета земље испод узвишења, које је називано  насип (енгл. motte), док је утврђено подножје било његово двориште (енгл. bailey). У кули на насипу столовао је господар, заједно са својим домаћинством. У дворишту замка су се налазиле стаје и друге домаћинске зграде. Оно је, међутим, у случају невоље, служило као уточиште сељацима и њиховој стоци. Сваки значајнији феудалац је до 12. века имао макар један такав замак, чију су посаду обезбеђивали вазали.